# Эстрадный дуэт Дивов — Степанова
Эстрадный дуэт Дивов — Степанова — популярный в советское время коллектив супругов Игоря Дивова и Натальи Степановой, выступавших с пародийными кукольными номерами.

## Игорь Дивов
Игорь Николаевич Дивов (11 марта 1921, Владикавказ — 27 ноября 2000, Москва) — советский актёр театра кукол и эстрады, народный артист РСФСР.

## Наталья Степанова
Наталья Алексеевна Степанова (8 сентября 1919 — 1 сентября 2011) — советский эстрадный музыкант-аккомпаниатор и артист-кукольник. Заслуженная артистка РСФСР (1973).
Биография
Родилась 8 сентября 1919 года.
Окончила музыкальное училище имени Гнесиных.
Работала в Государственном Центральном Театре Кукол. В 1955 году ушла из театра вместе с мужем — артистом-кукловодом Игорем Дивовым, артисткой Софьей Мей и пианистом-концертмейстером А. Романовым. Все вместе они (а также муж Софьи Мей — художник-кукольник Андрей Барт) создали эстрадную музыкально-пародийную кукольную группу, начали ставить отдельные концертные номера и выступать с ними. Степанова выступала в роли музыканта-аккомпаниатора дуэта Дивова и Мэй.
В 1960 году пользовавшийся успехом дуэт Дивова и Мей распался и Дивов начал выступать в дуэте со Степановой.
В 1973 году Наталье Алексеевне Степановой было присвоено почётное звание заслуженной артистки РСФСР — «за заслуги в области советского эстрадного искусства».
Умерла 1 сентября 2011 года. Похоронена на Ваганьковском кладбище в одной могиле с мужем.

## История дуэта
Дуэт Дивова и Степановой образовался после распада дуэта Дивова и Мей в 1960 году.
Долгие годы дуэт Дивова и Степановой плодотворно сотрудничал с автором-сценаристом Михаилом Ножкиным, мастерицей-кукольницей Верой Конюховой, музыкантом-аккомпаниатором Ю. Григорьевым.
В 1962 году дуэт перешёл от отдельных номеров к собственной концертной программе «Смеяться право не грешно…» (в двух отделениях с прологом и эпилогом, автор — М. Ножкин). В качестве конферансье был задействован Константин Карельских.
В 1981 году дуэт начал выступать с концертной программой «В гостях у дяди Лёши», в которой кукольный герой знакомил публику с новыми эстрадными артистами.
Дуэт Дивова и Степановой выступал со своими номерами практически во всех государствах планеты.

## Известные номера
| Название                                         | Тип       | Источники         |
| ------------------------------------------------ | --------- | ----------------- |
| «А ну, давай, давай, давай, меня перевоспитывай» | Номер     | [ 1 ] [ 6 ] [ 3 ] |
| «Ансамбль „Бесцветные гитары“»                   | Номер     | [ 1 ] [ 3 ]       |
| «Берёзка»                                        | Номер     | [ 7 ] [ 3 ]       |
| «В гостях у дяди Лёши»                           | Программа | [ 1 ]             |
| «Кубинский карнавальный танец»                   | Номер     | [ 1 ] [ 8 ]       |
| «Письмо другу Васе»                              | Номер     | [ 1 ] [ 3 ]       |
| «Поэт-надомник»                                  | Номер     | [ 1 ] [ 3 ]       |
| «Синтетический баран»                            | Номер     | [ 1 ] [ 3 ]       |
| «Смеяться, право, не грешно…»                    | Программа | [ 1 ]             |
| «Собачья жизнь»                                  | Номер     | [ 1 ] [ 3 ]       |

## Рецензии, отзывы, критика
По мнению Фёдора Липскерова, в номерах эстрадного дуэта Дивова и Степановой всегда присутствовала добрая улыбка, а также ощущалось восхищение творчеством пародируемых артистов.
По мнению Александра Конникова, знаменитый дуэт Дивова и Степановой занимал лидирующую позицию среди эстрадных артистов-кукловодов. При этом, несмотря на то, что Наталья Степанова была по специальности не актрисой, а музыкантом, она сумела освоить тяжёлое мастерство кукловода и заслужила почётное звание заслуженной артистки РСФСР именно в этом качестве.
Дивов и Степанова заложили основы кубинского кукольного театра.
По мнению Натальи Смирновой, эстрадный дуэт Дивова и Степановой стал широко известен по всей стране, они входили в число крупнейших мастеров кукольного эстрадного искусства. Их номера чаще музыкальные, концертно-пародийные, в них часто использовались имитации. Афористичность их номеров, в первую очередь, литературная. Их куклы антропоморфны, гармоничны, пропорциональны; метафоричное заострение достигалось за счёт лёгкого окарикатуривания. Образность кукол дуэта давала артистам свободу для создания, подчас, самых неожиданных и удивительных сатирических характеров персонажей, пёстрый список которых с трудом поддаётся перечислению. Их номер «Берёзка», появление которого было вызвано стремлением прикоснуться к лирике, является, скорее, не пародией, а парафразом ансамбля «Берёзка».
По мнению Ник. Кривенко, популярные кукловоды Дивов и Степанова были неравнодушны к исполняемому ими на эстраде, что заметно, в том числе, на примере их традиционного персонажа — великовозрастного балбеса Эдика, внешний облик и звучащее со сцены предложение опохмелиться одеколоничком которого вызывают омерзение.
По мнению Кузнецовой О. А., номера дуэта Дивова и Степановой отличались от номеров дуэта Дивова и Мей расширенностью тематики, наличием остросатирических номеров, большей «очеловеченностью» кукол, особая конструкция которых подчёркивала гиперболы и карикатуры, использовавшиеся артистами в качестве средств творческой выразительности.
По мнению Георгия Терикова, исполненные дуэтом Дивова и Степановой куплеты «А ну, давай, давай, давай, меня перевоспитывай» (автор стихов — Михаил Ножкин) пользовались большой популярностью.